# Storia del Cosenza Calcio

## Storia

### Le origini
Il calcio si affacciò a Cosenza già nel 1908, quando il giovanissimo Arnaldo De Filippis portò il primo pallone dell'era moderna. Nei quartieri cominciarono a formarsi le prime formazioni: la Virides Sport Club, La Brutium, la Liberta, il Milan Sport Club, la Meridionale, la Fratelli Bandiera, la Savoia e la Speranza. Amedeo De Maria, il "patron" della Virides, riuscì a fondere le squadre rionali ed a costituire la SS Cosentina; l'atto di nascita è datato 1º marzo 1912. Il 10 marzo la Cosentina affrontò la Juventus Catanzaro: 1-1 fu il risultato finale.
I contrasti nel club divamparono subito e diventarono presto insanabili, al punto che la S.S. Cosentina non riuscì a compiere neanche un anno di vita. Ai primi di novembre del 1912, infatti, sia Amedeo De Maria sia Arnaldo De Filippis rassegnarono le proprie dimissioni, causando la fine del sodalizio. Seguì una riunione tumultuosa, la sera dell'11 novembre 1912, con all'ordine del giorno il futuro del calcio e dello sport di Cosenza. Luigi Giardini propose: "Non possiamo scioglierci e rinunciare a tutta la passione che abbiamo verso lo sport. Fondiamo una nuova società e diamogli un nome di buon auspicio, chiamiamola Fortitudo!". Una settimana dopo, il 18 novembre 1912, gli ex-dirigenti della S.S. Cosentina si riunirono ancora, approvando lo statuto della nuova compagine, una polisportiva (praticante scherma, danza, corse a piedi, ciclismo, ginnastica e calcio) con il bianco ed il nero come colori sociali. La scelta del presidente viene fatta per acclamazione: fu scelto De Filippis. L'attività nel football della formazione cosentina era allora limitata alle sole partite amichevoli ed a qualche torneo regionale: infatti, il primo incontro documentato della Società Sportiva Fortitudo è proprio un Fortitudo-Catanzaro 1-1, disputatosi il 23 febbraio 1914 sul polveroso terreno di Piazza delle Armi, sito nel cuore della città bruzia.
Sul finire del 1918 alcuni giovanissimi, con a capo Riccardo Maspoli, danno vita allo Sport Club Italia, in cui si formano elementi come De Cicco, Solbaro, Sconza, Vietri, Brunelli. Lo Sport Club, comunque, avrà vita breve. Si profila infatti la ricomparsa della Fortitudo. L'11 novembre 1920 si disputa il primo torneo di calcio denominato "campionato calabrese". Partecipano la Fortitudo, la Ercole Scalfaro di Catanzaro e l'Audax di Portapiana. Le gare si svolgono sul campo di Piazza d'armi in lungo Busento. La Fortitudo si aggiudica il torneo sconfiggendo i catanzaresi 3-0 e l'Audax 2-0 in seguito a rinuncia dell'avversario, venendo nominata campione regionale di calcio per il 1920.
Le prime partite contro i cugini catanzaresi sono appannaggio della compagine cosentina. Il 4 maggio 1924 la Fortitudo batte sul proprio campo la S.S. Braccini di Catanzaro, col punteggio di 3-1. Le reti sono segnate da Vietri, Guadagnoli e Sconza.
Il 16 maggio 1926, nella prima sfida tra la neonata Cosenza Football Club e la S.S. Giulio Braccini di Catanzaro, i cosentini si impongono per 5-0. I catanzaresi, che abbandonano il campo dopo il terzo gol rossoblù, ritenuto irregolare, sono convinti a rientrare e subiscono altre due reti. I marcatori sono Antonio Sconza, che sigla una tripletta, Antonio Toscano e Politano.

### La fondazione e gli anni trenta
Nei primi mesi del 1926, Riccardo Maspoli, per dissidi insanabili abbandona la direzione tecnica della Fortitudo e fonda Il Cosenza Football Club con colori rossoblù in omaggio al Genoa. Il Cosenza FBC, protagonista nella regione, comincia a mettersi in evidenza anche contro squadre delle regioni limitrofe, ma Il 6 febbraio 1928 è costretto a trasformarsi, su direttiva politica del regime, non accettata da tutti, in Dopolavoro Sportivo Cosenza con maglia azzurra. Il DS Cosenza è primo nel Campionato di Terza Divisione 1927-1928, ma la mancata organizzazione al sud, da parte della FIGC, del campionato di Seconda Divisione del 1928-1929, ne impedisce la promozione. Intanto, nei primi mesi del 1929, le forze sportive cosentine, che non sopportano la sottomissione dello sport alla politica, fondano il Cosenza Sport Club, con maglia rossoblù.
Si hanno così due squadre a Cosenza ed entrambe partecipano al campionato di Terza Divisione 1928-1929 che si disputa nell'estate del 1929: prevale, a parità di punti, la squadra che rappresenta il regime che, nel frattempo, Il 6 giugno 1929, viene trasformata in Associazione Sportiva Fascista Cosenza con Presidente l'Avv. Franco Bambini. La ASF Cosenza ottiene il diritto alla promozione in Seconda Divisione, ma resta in vita solo 3 mesi; infatti l'ambiente sportivo cittadino, consapevole dei suoi limiti, in vista del nuovo impegnativo campionato, riesce a trovare un punto d'accordo e la ASF confluisce nel Cosenza Sport Club, con colori rossoblù.
Dalla stagione 1929-30, con la novità della Serie A e Serie B a girone unico e della 1ª e 2ª divisione a carattere interregionale, il Cosenza Sport Club comincia la sua avventura nei Campionati Nazionali. I Lupi, guidati in difesa da Ireos Cava, allenatore-giocatore savonese, ed in avanti dallo sgusciante indigeno Giuseppe Pellicori, che nel dribblare l'avversario chiede educatamente "permesso", da cui il nomignolo, raggiungono il settimo posto che consente loro la promozione nella Prima Divisione meridionale allargata a due gironi.
Prima dell'esordio in campionato la politica, in cambio della promessa costruzione del nuovo campo sportivo, impone l'utilizzo del colore Azzurro Savoia che spicca nel gonfalone della città. La nuova maglia, tuttavia, non porta fortuna visto che dopo dieci giornate la squadra è fanalino di coda con soli quattro punti, frutto di una vittoria con il Catania e di due pareggi con Messina e Savoia, per il resto solo sconfitte, e per di più è attesa da una difficile sfida con gli azzurri salernitani, dominatori assoluti del campionato. Alla notizia che il Cosenza, per dovere di ospitalità, deve cambiare maglia nessuno ha dubbi, vengono riesumati i colori rossoblù; il Cosenza domina la capolista e la manda a casa battuta con un gol del centravanti Pietro Ferraris. Sulla scia dell'entusiasmo le rimanenti partite, giocate  in rossoblù, decretano poi una salvezza insperata a inizio torneo.  

Il Cosenza stagione 1931-1932.

L'anno successivo (1931-1932), il Presidente avv. Tommaso Corigliano allestì una formazione di primo piano, ingaggiando giocatori provenienti dal nord ed affidando la guida tecnica al romano Angelo Benincasa. La squadra esordì con un clamoroso 7-2 ai danni del Molfetta ed i cosentini gioirono delle prodezze dei vari Forotti, Vittorio Staccione, Masi, Gallina, Perazzi, Briano e Vaj.
Il 28 ottobre 1931 fu inaugurato il Campo Sportivo "Città di Cosenza" che, dopo vari anni, assunse il nome di "Emilio Morrone", un giovane cosentino caduto, per un incidente di gioco, durante una gara.
A partire dalla stagione 1937-1938 vi fu l'avvento del presidente Carlo Campagna e dei tecnici  ungheresi Krappan e Vanicsek.
Fu proprio Otto Krappan a rimpolpare la rosa rossoblù attraverso la scoperta di tanti nuovi giovani talenti del calcio cosentino. Nel piazzale antistante la Prefettura di Cosenza – per esempio – l'ungherese reclutò tre giovani studenti del Telesio mentre due vennero reclutati dalla Ragioneria. I due ragionieri erano Pasquale Lorenzon e Cesare Pulci. Dal campetto della Parrocchia di Santa Teresa invece arrivarono nelle file del Cosenza calcio l'ala sinistra Raffaele Bruno (che restò in rossoblù dal 1938 al 1950) ed i mediani Domenico Trombino, Antonio Gagliardi ed Ettore Torchiaro. Nel 1938 con Krappan allenatore tornò tra i pali anche Luciano Gisberti (dopo gli anni del servizio militare) mentre la società decise di acquistare sul mercato il centravanti Bacin e il mezzo destro Cattarin. La parte iniziale della stagione 1938/39 coincise anche con gli ultimi mesi dell'esperienza cosentina di Krappan. Il 3 dicembre del 1938, infatti, l'Allenatore ungherese lasciò per sempre la città dei bruzi a causa di gravi motivi familiari. Gli succederà un altro ungherese Giovanni Vanicsek proveniente dal Verona.
A fine della stagione 38/39 il portiere cosentino Luciano Gisberti verrà ceduto al Liguria. Gisberti sarà di fatto il primo cosentino a militare in massima serie.
La stagione 1939/40 è quella della consacrazione per un altro portiere cosentino: Massimo Mari. Mari, infatti, ben presto convinse il tecnico tedesco Hansel (nel frattempo succeduto a Vanicsek) delle sue qualità tanto che l'8 ottobre del 1939 è già titolare in un rocambolesco Cosenza Salernitana finito 5 a 4 per i campani. Sempre nel campionato 1939/40 trovano spazio (diventando presto titolari) anche altri ragazzi scoperti in città da Otto Krappan. Si tratta di Pasquale Lorenzon che prende il posto in mediana di Francesco Del Morgine (trasferitosi alla Cremonese) e del sedicenne Raffaele Bruno (subito in gol nella gara con il Messina) ala sinistra velocissima e sostituto naturale del più esperto Surra. Nella Squadra del 39/40 oltre a Stabilini e Barberio (acquistati dal tandem Campagna/Carci) restano in rossoblù anche Ubaldo Leonetti, Antonio Guarino, Florio, Cesare Pulci, Ugo Gravina e Alberto Stillo.

### Gli anni quaranta
Nel 1940 arriva a Cosenza Renato Vignolini terzino di fama nazionale con alle spalle brillanti campionati nelle file della Fiorentina, Genoa e Modena. Nel 1940-41 il riconfermato allenatore Hansel ridà fiducia al blocco dei “cosentini” e più in particolare al portiere Mari, ai mediani Lorenzon, Pellicore e Laviola e agli attaccanti Gualtieri e Raffaele Bruno. Ubaldo Leonetti invece si trasferisce a Brindisi.
Il Cosenza di Hansel si salverà senza problemi chiudendo il campionato con una vittoria sul Bisceglie per 6-0.
Nel 1941-42 torna tra le file del Cosenza Del Morgine. Vignolini diventa allenatore/giocatore. Nel campionato 41-42 l'intera mediana della squadra sarà tutta cosentina: Lorenzon, Delmorgine e Laviola. Per l'attacco il neo allenatore può invece contare sul talento di attaccanti del calibro di Sudati, Capone, Surra e Bruno.    
Nel campionato 1942-1943 arrivano a rinforzare la squadra il portiere Galliani, i terzini Bassani e Colombo, l'ala Beolchi ed il centravanti Collimedaglia. La pattuglia dei cosentini purosangue è composta dal mediano Francesco Del Morgine, da Giuseppe Gualtieri, da Ubaldo Leonetti (tornato in città dopo l'esperienza brindisina) e dall'ala sinistra Raffaele Bruno. La squadra al termine del campionato raggiunge il terzo posto completando il girone di ritorno, senza sconfitte. Siamo ormai però alla vigilia della sospensione di tutti i campionati di calcio a causa dei primi avvenimenti connessi alla seconda guerra mondiale.
Nel dopoguerra la ripresa dell'attività agonistica per il Cosenza calcio sarà particolarmente laboriosa. Il periodo post bellico, infatti, è caratterizzato dall'indisponibilità dello stadio cosentino “Il Città di Cosenza”. L'impianto risulta di fatto completamente occupato dalle baracche costruite nel corso del tempo per ospitare gli sfollati ed i senza tetto della seconda guerra mondiale. I dirigenti dell'epoca solo dopo mille traversie riusciranno a far riprendere l'attività sportiva sul Campo Militare di Via Roma. Lo stadio "Città di Cosenza" invece tornerà alla sua originaria destinazione solo dopo alcuni anni.
La società assunse nel frattempo la denominazione di Associazione Sportiva Cosenza con allenatore/giocatore Renato Vignolini. Alla ripresa dell'attività agonistica (post bellica) una parte dei cosentini doc (tra i quali: Del Morgine, Gualtieri e Ubaldo Leonetti) decisero di lasciare Cosenza ed il Cosenza. Al fine di fronteggiare le numerose partenze, Vignolini, da navigato uomo di calcio, reimpostò in mediana Antonio Gagliardi (al posto di Del Morgine) mentre per i ruoli di centrocampo e di attacco si convinse a dare fiducia a Domenico Trombino ed alla giovane ala sinistra Raffaele Bruno.
La squadra così ridisegnata da Vignolini si attesta stabilmente nei quartieri alti della classifica tanto che al termine di una stagione semplicemente trionfale viene promossa per la prima volta in Serie B.
Nella prima storica promozione in serie B il Cosenza conquista il secondo posto dietro il Leone Palermo presentando come formazione base il seguente undici: Lombardi, Vignolini, Dedone, Gagliardi, Pompei, Busoni, Lischi, Trombino, Capone, Creziato, Raffaele Bruno. Tra i titolari nell'anno della promozione fanno capolino anche il portiere Biasi, il centrocampista Pierino Bruno, l'ala destra Florio ed i mediani Sesti e Pellicore.
In quella particolare fase storica è il dirigente Carlo Leonetti che riesce a convincere l'italo-argentino Attilio Demaria (ex campione del mondo nel 1934 con l'Italia di Vittorio Pozzo) ad accettare il ruolo di allenatore/giocatore della formazione silana impegnata nel primo campionato di serie B. Demaria è reduce dai campionati giocati nell'Internazionale (Ambrosiana Inter) dove ha per anni fatto coppia con Peppino Meazza. Il suo ingaggio di fatto rappresentò il vero “colpo grosso” del Cosenza neo promosso in serie B.
Sotto le direttive di Demaria venne allestita una squadra valida e competitiva per il traguardo della salvezza. Con Demaria giunsero a Cosenza il mediano Casartelli; il centravanti Pepe, l'ala Tapparello, i terzini Alberto Delfrati, del Legnano e Manni dal Siena, l'ala destra Pollak dal Siena (il cui nome venne successivamente “italianizzato” in Polacchi), il centromediano Pompei dal Livorno; l'interno Zaro dal Venezia; il mediano Crola pure dal Legnano. Tornò in rossoblù per il primo campionato di serie B anche Francesco Del Morgine.
Rispetto alla formazione che l'anno precedente vinse il campionato di serie C restarono nella squadra in serie B solo quattro giocatori: il centravanti Capone, il terzino Dedone, il centrocampista Domenico Trombino e l'ala sinistra Raffaele Bruno.
Il primo incontro del Cosenza in serie B (con la Salernitana di Gipo Viani) terminerà 1 a 1 con rete di Demaria su rigore. La prima vittoria in cadetteria arriverà invece in casa contro il Taranto (battuto per 3-2). Risulterà decisivo un gol segnato dall'ala sinistra Raffaele Bruno che riuscì a mandare la palla in rete direttamente dalla bandierina del calcio d'angolo.
Il primo campionato di serie B risultò subito molto complicato e difficile tanto che il bilancio dell'intero girone di andata sarà fortemente deficitario. Solo con l'avvio del girone di ritorno la squadra si sbloccherà fino al punto di conquistare i punti salvezza (ben venti punti nel solo girone discendente). Nell'ambito dello stesso girone di ritorno soltanto la Salernitana e la Ternana riuscirono a fare meglio. La stagione si chiuderà con la promozione della Salernitana in serie A e con il Cosenza salvo all'undicesimo posto in graduatoria.

Il Cosenza stagione 1946-1947.

Nella prima stagione in serie B le soddisfazioni più evidenti giunsero dai netti successi ottenuti sull'Alba Trastevere (5-0), sul Perugia (6-0) e sul Brindisi (4-1).
Il bilancio fortemente positivo della prima stagione in serie B trovò anche conferma nella crescita di una squadra giovanile (la seconda squadra) destinata, in quegli anni, a sorprendere per la bontà della sua impostazione. Parliamo dei Boys Demaria (con Presidente Carlo Leonetti e Vicepresidente Ettore Cozza) ammessi alle finali nazionali di categoria.
Nel secondo campionato di serie B nel 1947/48 la società (presieduta dall'avv. Adolfo Quintieri) provvederà a confermare in blocco sia l'allenatore (Demaria) che i giocatori della prima stagione (ad eccezione del portiere Caruso sostituito da Mari) provvedendo ad acquistare Guido Corbelli (con un passato in serie A con il Venezia) l'ala Loschi dell'Atalanta, Ragona del Bari e Scridel del Sant'Anna.
Purtroppo però nella stagione 1947/48, a causa della riforma del campionato di serie B, il Cosenza – nonostante il buon campionato ed il decimo posto conquistato con 33 punti in graduatoria – non riuscirà ad assicurarsi la permanenza nella serie cadetta (assicurata invece alle prime sette squadre in classifica).
Nel 1948/49 il Cosenza (di nuovo in serie C) viene inizialmente affidato alla guida tecnica di Guido Corbelli al quale, ben presto subentra l'ungherese Kutic. Questi appena qualche anno prima aveva allenato il Torino in serie A. Il Cosenza nel nuovo campionato presenta anche Lino Begnini che nel passato ha anche militato in serie A nel Vicenza e nel Venezia. Alla fine del torneo 48/49 il Cosenza si classificherà al quinto posto con 35 punti contro i 45 punti del Catania (squadra classificata al primo posto).
Nella stagione 1949-50 torna in rossoblù Luciano Gisberti. Arriva una nuova coppia di terzini formata da Martini e Campana. Indossano la casacca del Cosenza anche l'interno Confalonieri ceduto dal Seregno, i mediani Ferrara e Manfredini, gli attaccanti Musci e Radu. Restano nella rosa di prima squadra le bandiere Ciccio Del Morgine, Raffaele Bruno e Ubaldo Leonetti insieme a Bacillieri, Begnini, Pollak, Zaro. Alla guida tecnica arriva un allenatore di grande esperienza come Vittorio Mosele,.
I risultati non tardarono ad arrivare a conferma della bontà delle scelte operate dalla dirigenza. Il Cosenza infatti a seguito di ben dodici partite utili conquista anche il titolo di campione d'inverno della serie C girone D. La squadra base era composta da: Gisberti, Martini, Campana, Ferrara, Manfredini, Bacillieri; Begnini, Leonetti, Musci, Zaro, Pollak. Alla fine della stagione la squadra terminerà il campionato al primo posto in condominio con il Messina.
Nello spareggio disputato a Salerno il risultato, dopo i tempi supplementari, fu di 1-1. Per il Cosenza segnò Pollak al dodicesimo del primo tempo; per il Messina pareggiò Della Casa a soli sette minuti dal termine della partita. Al termine della partita di spareggio il portiere rossoblù Gisberti denunciò anche un tentativo di corruzione posto in essere dal Presidente del Messina. Nella ripetizione dello spareggio, giocato a Como, i biancoscudati del Messina si affermarono addirittura per 6-1, guadagnando così la cadetteria.
Va precisato tuttavia che la dirigenza del Cosenza, al termine della partita di Como, presentò reclamo invocando una rigorosa inchiesta. Relativamente alla denuncia presentata, la Lega in primo grado accolse il reclamo del Cosenza penalizzando di conseguenza il Messina. La CAF invece, a pochi giorni dall'inizio del campionato ed a calendario già pubblicato, riformò la prima decisione assegnando al Messina la promozione in serie B.
Nel 1950/51 lasciarono Cosenza per trasferirsi al Brindisi in serie B sia Begnini che l'ala sinistra Raffaele Bruno.

### Gli anni cinquanta
Cominciò, così, una lunga via crucis alla ricerca della cadetteria. La presidenza fu assunta da Biagio Lecce e, successivamente dal comm. Carlo Leonetti. L'ingaggio del centravanti alessandrino Carlo Stradella assicurò una messa di reti, ma il campionato non si vinse e l'anno successivo, per la riforma dei campionati, il Cosenza fu retrocesso in IVª Serie.
Seguirono anni bui durante i quali si avvicendarono molti allenatori: Piccaluga, Kutik, Lamberti, Andreis, Piacentini, ma i successi stentarono ad arrivare. Frattanto alla presidenza silana tornò alla ribalta il compianto Salvatore Perugini, già segretario del sodalizio rossoblù negli anni trenta. Il suo entusiasmo ed il suo attaccamento alla squadra compirono il miracolo.

Il Cosenza stagione 1957-1958.

Nella stagione 1957-1958 il Cosenza, guidata dal bomber Mario Uxa (capocannoniere del campionato per 5 stagioni consecutive), ottenne la vittoria del girone dell'Interregionale Prima Categoria e conquistò il titolo di Campione d'Italia, ex aequo col Mantova e lo Spezia. Nella stagione successiva (1958-1959) il Cosenza fu bruciato, sul filo di lana, dal Catanzaro terminando al secondo posto e stessa sorte fu riservata nel campionato 1959-60 quando dopo un lungo dominio in vetta alla classifica, i rossoblù si arresero nelle ultime partite al Foggia e persero nuovamente la serie B.

### Gli anni sessanta

Il Cosenza stagione 1960-1961.

Dopo la scomparsa del Presidente Perugini, ritroviamo il comm. Biagio Lecce al vertice della Società. La squadra, affidata alle cure di Julius Zsengeller, fu potenziata con alcuni giovanissimi, come il cosentino Francesco Rizzo, il romano vissuto a Cosenza Ugo Rugiero e lo stabiese Giuseppe Gallo, che presto mobilitarano gli osservatori di tutta Italia (finendo, poi, entrambi al Milan per merito di Gipo Viani). Il campionato del Cosenza fu un'autentica cavalcata e solo il Trapani seppe tenere il passo dei lupi, cedendo in dirittura d'arrivo. Al termine della stagione 1960-61 il Cosenza è promosso in Serie B.
La formazione artefice dello storico successo era la seguente: Sartori, Follador, Orlando (Trocini), Dalla Pietra (Lugli), Delfino, Federici; Gallo, Rizzo, Lenzi, Ardit, Costa (Joan).
La permanenza in cadetteria si rivelò difficile: un arbitraggio infelice determinò incidenti nella gara contro il Modena, con conseguente pesante squalifica del campo, che era il vecchio "Emilio Morrone". A Zsengeller subentrò Todeschini e giunse una sofferta salvezza.
Nella stagione successiva (1962-1963), la squadra fu completata con l'ingaggio di Ravera, Baston, Fontana, Marmiroli e Thermes, ma riuscì ad evitare la retrocessione solo perché il Novara venne penalizzato di 10 punti e retrocesso all'ultimo posto della classifica per illecito sportivo. La retrocessione della stagione 1963-1964 segnò la fine di un ciclo e la squadra venne, quasi totalmente rifondata. Dal 1964-1965 il Cosenza, che intanto è divenuto Associazione Sportiva Cosenza, gioca nel nuovo stadio "San Vito", inaugurato il 4 ottobre 1964 in occasione di Cosenza-Pescara, terminata sul punteggio di 2-1 con reti di Ciabattari e Campanini. Fallito l'immediato ritorno in Serie B nel 1965, ad opera di una Reggina corsara, che espugnò quell'anno Cosenza in una partita decisiva davanti a 20.000 spettatori rossoblù, ed ancora nel 1966, beffata sul traguardo dalla Salernitana, la squadra rossoblù per alcuni decenni non riuscì più a riemergere.

### Gli anni settanta

Il Cosenza stagione 1974-1975.

Fallito l'immediato ritorno in Serie B nel 1965, ad opera di una Reggina corsara, che espugnò quell'anno Cosenza in una partita decisiva ed ancora nel 1966, beffata sul traguardo dalla Salernitana, la squadra rossoblù per alcuni decenni non riuscì più a riemergere.
Seguirono alcune stagioni nelle quali il Cosenza stazionò nelle posizioni intermedie della graduatoria e nel campionato 1969-1970 si verificò un episodio di intolleranza da parte dei tifosi che vide protagonista il signor Calì di Roma, arbitro di Cosenza-Internapoli. Lo stadio "San Vito" venne quindi squalificato.
Il Cosenza riparte da Giusto Lodi, capitano di lungo corso, autentico pilastro della formazione rossoblù, mentre presidente è Mario Guido. La crisi societaria diventa sempre più grave, il fallimento è alle porte e l'amara retrocessione in serie D della stagione 1973-74 sembra segnare l'epilogo della gloriosa storia rossoblù.
Il campionato 1974-75 inizia nel caos più assoluto. La panchina di Emilio Zanotti è precaria e instabile, ma la grande passione di un manipolo di sostenitori sapranno trasformare quel campionato in una stagione trionfale. Con l'incredibile record di 17 successi interni su altrettanti incontri disputati, il Cosenza sbaraglia la concorrenza stravincendo il campionato con 7 punti di vantaggio sull'accoppiata composta da Vittoria e Nuova Igea.
Il ritorno in Serie C non sarà fortunato. Gli umori della folla non sono più gli stessi e le continue disillusioni generano l'ennesimo episodio deprecabile. Il 27 marzo 1977 in occasione dell'incontro Cosenza-Paganese, il Signor Sancini di Bologna ed i suoi collaboratori sono letteralmente linciati ed i tifosi rossoblù saranno costretti a peregrinare lontani dal "San Vito" per un anno e mezzo.
Per la riforma dei campionati, la stagione 1978-1979 vede il Cosenza in Serie C2. La presidenza è assunta da Osvaldo Siciliano che ha propositi di rilancio, ma il campionato sarà vinto dai "cugini" del Rende.

### Gli anni ottanta

Il Cosenza stagione 1982-1983.

Nel campionato 1979-80, Nedo Sonetti riporta il Cosenza in Serie C1 lanciando Perrotta ed inventando l'impenetrabile coppia centrale Rocco-Reggiani. La formazione titolare era la seguente:
Lattuada, Capiluongo (Tortelli), D'Astoli, Ranieri, Rocco, Reggiani; Rappa (Berardi), Missiroli (Liguori), Perrotta, Tucci, De Chiara (Labellarte).
Seguono la balorda retrocessione targata Pietro Fontana e la successiva promozione firmata da Renzo Aldi. Ma la stagione 1981-82 sarà anno di grandi cambiamenti: dopo 37 anni di attività, con tanti successi e qualche delusione, l'A.S. Cosenza viene messa in liquidazione ed al suo posto prenderà vita il Cosenza Calcio 1914 S.p.A. con Presidente Vincenzo Morelli. Fu il risultato di un forte connubio tra imprenditori della città e l'Amministrazione Comunale tramite l'Assessore Mario Romano ed il Sindaco Ruggiero. La formazione tipo che riconquisto la serie C/1 della stagione 1981-82 era la seguente: Ciaramitaro, Bagnato, Della Volpe (Tosi), Aita, Rizzo Armando, D'Astoli; Rizzo Roberto, Donetti, Crispino, Luperto, Renzetti (Palazzotto).
Sulla panchina del Cosenza si susseguono i vari Mujesan, De Petrillo, Ghio e Montefusco. In questi anni si affaccia all'orizzonte Gigi Marulla, il più rappresentativo calciatore della storia del Cosenza, primatista di presenza e marcatore principe di tutti i tempi.
Vestono la maglia rossoblù calciatori dal passato glorioso e giovani promesse, ricordiamo: Silipo, Longobucco, Petrella, Morra, Tivelli, Tripepi, Truddaiu, Frigerio, Fucina, Aita, Lombardi, Marino e Nicolucci. L'esonero di Francesco Liguori, durante la stagione 1986-1987, segna l'arrivo a Cosenza del "seminatore d'oro" Gianni Di Marzio, che legherà il suo nome in modo indelebile alla storia del Cosenza Calcio.
Dopo aver conseguito il piazzamento utile per la disputa della Coppa Italia Professionisti (1986-1987), il vulcanico Gianni sarà il condottiero della promozione in Serie B, attesa per ben 24 anni. La formazione titolare era la seguente: Simoni, Marino, Lombardo, Castagnini, Schio, Giovannelli, Galeazzi, Bergamini, De Rosa, Lucchetti, Urban, Padovano. Altri calciatori che vennero utilizzati in quell'annata furono Fantini, Schio, Montrone, Giansanti, Maniero, Del Nero, mentre il timone della presidenza era nelle mani dell'Avvocato Giuseppe Carratelli.
Le partite decisive di quel campionato furono Cosenza-Nocerina (2-0, reti di Urban e Lucchetti) davanti a 24.000 tifosi festanti e con una megafumogenata della curva sud, e Monopoli-Cosenza 0-0 del 5 giugno 1988 che decretò la promozione aritmetica dei lupi seguiti da 10.000 tifosi.

Il Cosenza stagione 1987-1988 promosso in serie B

Appena promossi in Serie B, Gianni Di Marzio abbandona la panchina rossoblù e viene ingaggiato Bruno Giorgi. Sull'intelaiatura della squadra appena promossa in Serie B vengono inseriti alcuni innesti: l'attaccante Alessio Brogi dal Montevarchi, Cozzella, i difensori Alberto Rivolta dell'Inter, Andrea Poggi del Torino e Ugo Napolitano dal Prato, e i centrocampisti Giorgio Venturin dal Torino e Bruno Caneo dal Pisa. Furono ceduti invece Montrone, Maniero, Del Nero, Schio, Ruvolo, Giovannelli e Giansanti.
Sarà la Juventus (che torna a Cosenza dopo 35 anni) di Dino Zoff, in cui militavano Rui Barros, Cabrini e Massimo Mauro, a tenere a battesimo il Cosenza nella gara d'esordio in Coppa Italia al San Vito. La partita terminerà 0-0 davanti a 25.000 spettatori.
In Coppa Italia, seguì la sconfitta casalinga contro l'Atalanta di Strömberg ed Evair (2-1), la sconfitta con il Verona di Caniggia e Galderisi (4-2), e le due vittorie contro Vicenza (3-2) e Taranto in trasferta (2-0), che non bastarono per la qualificazione al turno successivo.
Nel campionato, oltre alle numerose vittorie in trasferta, resterà indimenticabile la vittoria di Bari (3-0), contro i pugliesi che spinti da Maiellaro erano pronti a festeggiare la promozione in serie A in caso di vittoria. Due episodi negativi costarono carissimo: il derby col Catanzaro al San Vito (0-0) in cui l'arbitro Pierluigi Pairetto annullò un gol regolare all'ex di turno Vittorio Cozzella a due minuti dal termine a cui seguirono incidenti nel dopo-partita con le forze dell'ordine di una parte dei 20.000 tifosi presenti al San Vito, e il palo colpito da Lombardo nello scontro diretto con l'Udinese di Marco Branca e Odoacre Chierico che costò la Serie A. Tra i protagonisti si ricordano Michele Padovano, Maurizio Lucchetti, Luigi De Rosa e Alberto Urban.
Alla fine di quel campionato il Cosenza risultò la squadra con il maggior numero di vittorie, ben diciassette. Concluse al 6º posto in graduatoria con 44 punti, a un solo punto dal terzo e dietro la Reggina e la Cremonese, anch'esse a 44 punti ma con la classifica avulsa favorevole nei confronti dei silani. L'introduzione, avvenuta proprio quell'anno, della discriminante degli scontri diretti al posto della differenza reti impedì pertanto ai rossoblù di disputare gli spareggi per la Serie A.. Il 1989 è l'anno anche della misteriosa morte del calciatore Donato Bergamini a cui oggi è intitolata la curva sud dello stadio San Vito.

### Gli anni novanta
Dopo una salvezza tribolata nel campionato 1989-1990 (nato con altre ambizioni come confermano acquisti come quello di Ciro Muro prelevato dalla Lazio), ad opera di mister Gianni Di Marzio subentrato in corsa a mister Luigi Simoni, il campionato 1990-1991, è l'anno del vibrante spareggio salvezza del 26 giugno a Pescara firmato Edy Reja approdato sulla panchina silana a campionato in corso dopo l'esonero di Gianni Di Marzio avvenuto dopo lo 0-0 nel derby casalingo con la Reggina. La quarta retrocessa in C1 fu decisa dopo una grande bagarre in coda: si registrarono ben 9 squadre in due punti e addirittura 5 a 36. Il Cosenza e la rivale storica Salernitana furono costrette allo spareggio, mentre le altre tre squadre si salvarono in virtù della classifica avulsa. La partita venne disputata in un clima infernale in campo e sugli spalti allo stadio Adriatico di Pescara, e fu decisa dal gol di Gigi Marulla che spezzò l'equilibrio con un tiro di sinistro al sesto minuto del primo tempo supplementare scatenando la gioia incontenibile di circa 7.000 sostenitori al seguito e capannelli di auto in città e in provincia fino a tarda notte. Il Cosenza dello spareggio scese in campo con questa formazione: Vettore; Catena, Napolitano; Aimo, Di Cintio, De Rosa L; Compagno, Mileti, Marulla, Biagioni (102' Tramezzani), Coppola (79' Bianchi Andrea)- Allenatore: Reja.
Dopo lo spareggio di Pescara nel campionato 1991-92 viene confermata l'ossatura della squadra ed arrivano solo tre titolari: il centrocampista Coppola dal Cagliari, Signorelli dal Barletta, il portiere Graziani dalla Juventus e in un secondo momento, su richiesta del confermato Edy Reja, il portiere Giacomo Zunico, reduce dalla Serie A a Lecce, l'ex milanista Walter Bianchi e il libero del Bari Angelo Deruggiero. Dopo un grande campionato, il Cosenza arrivò all'ultima giornata (14 giugno 1992) a Lecce appaiato a 42 punti all'Udinese al quarto posto in classifica per giocarsi la Serie A. I tifosi del Cosenza diedero vita ad un grande esodo: furono oltre 15.000 i tifosi rossoblù che con ogni mezzo raggiunsero e colorarono lo stadio Via del mare di Lecce per spingere la squadra verso una storica promozione. A dieci minuti dal termine un gol di Giampiero Maini decise la partita in favore dei salentini, che così ottennero la certezza della salvezza. In caso di vittoria i rossoblù avrebbero disputato lo spareggio contro l'Udinese, che vinse nello stesso giorno vinse sul campo della già promossa Ancona, scavalcando di due punti i lupi, che terminarono al quinto posto tra le lacrime di calciatori, tifosi e di un'intera provincia addobbata da alcune settimane a festa. Di quell'annata i tifosi conservano soprattutto il ricordo dell'accoppiata spettacolare Biagioni-Compagno, che insieme a Marulla e all'intera compagine bruzia disputarono un grande campionato. Resta memorabile la partita disputata al Stadio Friuli di Udine: i lupi vanno in svantaggio dopo pochi minuti (1-0) e viene espulso anche De Rosa. Prima dell'intervallo i bianconeri raddoppiano e dopo 7 minuti del secondo tempo viene espulso anche Catena. La partita sembra ormai finita, ma il Cosenza riuscirà, sotto di due gol e in nove uomini, a pareggiare la partita con i gol di Marulla al 67º minuto e di Aimo a cinque minuti dal termine del match, raccogliendo gli applausi anche del pubblico di casa.

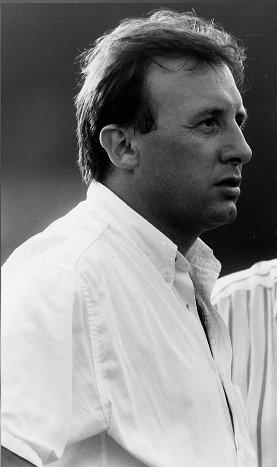
Alberto Zaccheroni allenò il Cosenza nel campionato di Serie B 1994-1995.

Il 1º ottobre 1992 Cosenza sportiva ripiomba nel lutto per la morte del centrocampista Massimiliano Catena, che perde la vita a 23 anni in un incidente stradale, quattro giorni dopo aver realizzato il suo ultimo gol con la maglia del Cosenza. Oggi la Curva Nord dello Stadio San Vito porta il suo nome.
Dopo la partenza di mister Reja con destinazione Verona e di Biagioni e Compagno, che approdano in Serie A, giunge in riva al Crati l'allenatore Fausto Silipo. Il campionato 1992-93 verrà chiuso al settimo posto, a soli 5 punti dalla zona promozione. La Serie A sfumò al San Vito nelle decisive partite Cosenza-Cremonese 0-1 davanti a 20.000 spettatori e Cosenza-Ascoli 1-1 (reti di Oliver Bierhoff e Giovanni Bia). Nella prima i lupi andarono in svantaggio dopo quattro minuti ed ebbero almeno quattro limpide occasioni da rete non sfruttate da Marco Negri, oltre ad altre opportunità con tentativi bloccati dall'estremo difensore friulano Luigi Turci. La formazione tipo di quel Cosenza, che ottenne una delle più belle vittorie al Bentegodi di Verona (2-0 con reti di Statuto e Fabris) era la seguente: Zunico; Balleri, Napoli, Napolitano, Bia; Signorelli, Monza, Statuto, De Rosa; Marulla, Negri. Importante fu anche l'apporto di Fabris, arrivato a novembre, e di Tarcisio Catanese.
Il secondo campionato (1993-94) della gestione Silipo, chiuso a metà classifica al decimo posto (con 37 punti) e vide protagonista Pietro Maiellaro: memorabile il gol che l'attaccante pugliese realizzò il 12 settembre 1993 in Cosenza-Fiorentina 1-1, quando partì da centrocampo e, dopo aver scartato mezza squadra avversaria, depositò la palla in rete alle spalle di Francesco Toldo, per l'entusiasmo dei 15.000 del San Vito. Quel campionato segnò l'esordio con 11 presenze ed il primo gol in rossoblù (in Cosenza- Brescia 2-0) del centrocampista cosentino Stefano Fiore prodotto del vivaio rossoblù, che spiccò il volo verso i vertici del calcio italiano e della Nazionale.
Menzione particolare merita l'annata (1994-1995): il Cosenza del mister Alberto Zaccheroni, nonostante la penalizzazione di nove punti in classifica, riuscì a salvarsi con largo anticipo, arrivando a toccare le soglie della promozione in Serie A a fine marzo con protagonisti il portiere Zunico e Vanigli a dirigere la difesa, De Rosa, De Paola e Buonocore a centrocampo e il bomber Marco Negri, che "esplose" in quel torneo realizzando ben 19 reti.

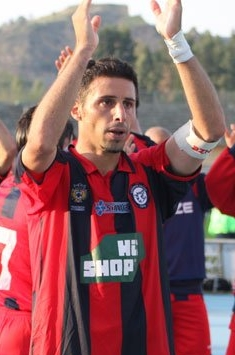
Aniello Parisi con la maglia del Cosenza ha vinto tre campionati: Serie C1 1997-1998, Serie D 2007-2008 e Lega Pro Seconda Divisione 2008-2009.

Nel campionato di Serie B 1995-1996 approdò sulla panchina silana l'allenatore bergamasco Bortolo Mutti, che disputò una buona stagione senza patemi, conducendo i suoi all'undicesimo posto finale. È l'anno dell'esplosione del bomber livornese Cristiano Lucarelli, prelevato dal Perugia, che realizza 15 gol piazzandosi al quinto posto nella classifica cannonieri dietro a Dario Hübner, Vincenzo Montella, Pasquale Luiso ed Alfredo Aglietti. La partita più importante dell'anno fu la vittoria al San Vito del 24 gennaio 1996 per 2-0 nel derby contro la Reggina, con reti di Lucarelli e Tomaso Tatti.
Più complicata fu la stagione 1996-97. Il Cosenza fu guidato dal trevigiano Gianni De Biasi, esonerato dopo 15 giornate con la squadra fuori dalla zona retrocessione per far spazio al messinese Franco Scoglio, a sua volta esonerato dopo altre 12 giornate (con la squadra all'ultimo posto) e sostituito con il rientrante De Biasi. La squadra retrocesse in Serie C1 negli ultimi minuti di gioco dell'ultima giornata di campionato, allo Stadio Euganeo contro il Padova. Alla fine della stagione lasciarono il Cosenza due storiche "bandiere" rossoblù: Luigi Marulla e Luigi De Rosa.
La retrocessione fu prontamente riscattata dall'immediata promozione nella stagione successiva (1997-98) sotto la guida di un altro tecnico bergamasco, Giuliano Sonzogni, grazie ad una lunga cavalcata che vide il Cosenza sempre in testa al campionato dalla prima giornata, nonostante l'agguerrita concorrenza della Ternana del tecnico Luigi Delneri, che contese il primato del campionato ai rossoblù fino all'ultima giornata e poi fu promosso insieme ai lupi dopo i play-off. Nelle ultime due partite di campionato il Cosenza supererà la Turris in casa con gol di Massimo Margiotta davanti a circa 23.000 spettatori, per poi conseguire la promozione aritmetica allo Stadio Giuseppe Capozza contro il Casarano (1-2) con reti di Domenico Toscano e Massimo Margiotta, in un tripudio di folla rossoblù giunta nel Salento. Fra i protagonisti della stagione figura il bomber Massimo Margiotta, che con 19 reti fu il capocannoniere del girone.
Seguì una salvezza stentata nella Serie B 1998-1999, pervenuta nell'ultima giornata in Cosenza-Cesena 2-1 con doppietta di Tomaso Tatti davanti a 15.000 spettatori. Eppure l'inizio di campionato aveva fatto sperare in qualcosa di grande, soprattutto dopo la vittoria del 6 settembre 1998 al San Paolo contro il Napoli candidato alla promozione (1-2 reti di Riccio e Tatti) e le ottime prestazioni in Coppa Italia ai sedicesimi di finale con i futuri vice-campioni d'Italia della Lazio di Sven-Göran Eriksson, pur vittoriosi per 2-1 allo Stadio Olimpico di Roma e per 2-0 al San Vito davanti a 30.000 spettatori. Durante il campionato fu ceduto alla Lazio, per 6 miliardi di lire, Stefano Morrone, e giunse l'esonero dello stesso Sonzogni, sostituito da Walter De Vecchi. Un colpo di coda nel finale, con il ritorno di Sonzogni, consentì ai rossoblù di chiudere con una sofferta salvezza gli anni novanta.

### Gli anni duemila

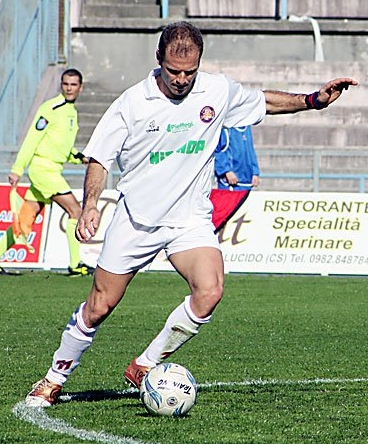
Luca Altomare ha indossato la maglia del Cosenza in Serie B e in Serie D.

Il Cosenza disputa altri quattro campionati di serie B con alterne fortune in cui si sono avvicendati con la casacca rossoblù numerosi allenatori e calciatori importanti per la categoria. Bortolo Mutti ritorna a guidare i Lupi nelle stagioni 1999-2000 (salvezza) e nel 2000-2001 anno del Cosenza primo in classifica per nove settimane e mezzo, lanciato verso la Serie A, sfumata nella parte finale del girone di ritorno nello scontro diretto di Verona contro il Chievo di Delneri, con i lupi che a 12 minuti dal termine vincevano 1-0 (gol di Adriano Fiore) ma poi subirono la rimonta e il sorpasso dei veneti che conquistarono la Serie A.
A seguire un pirotecnico 4-4 al San Vito contro la Sampdoria. In questi due anni comunque positivi arrivarono a Cosenza giocatori come Lentini, Strada, Zampagna, Altomare, Giandebiaggi, Savoldi, Silvestri, Maldonado e altri ancora. Gli ultimi due anni di cadetteria dei Lupi vedono alternarsi sulla panchina Gigi De Rosa, ex calciatore rossoblù anni ottanta e novanta, Emiliano Mondonico, Sala e Salvioni. La stagione 2001-2002, caratterizzata anche dai derby con la Reggina e il Crotone, si conclude con una salvezza conquistata ad Empoli nell'ultima giornata di campionato; segue l'anno nero del calcio cosentino (2003) con la cancellazione a fine torneo da tutti i campionati professionistici dopo quasi 90 anni di storia.

Una formazione della stagione 2000-2001

Nell'ultimo anno di B il pubblico cosentino ammirò al San Vito molti calciatori che in seguito hanno avuto alterne fortune nei campionati di Serie A e Serie B: (Agliardi, Srníček, Brioschi, Stankevicius, Lanzaro, Tedesco, Edusei, Morrone, Antonelli, Casale, Guidoni). Tra le poche gioie di quell'annata la vittoria del San Paolo contro il Napoli (1-2) con una doppietta di Casale alla seconda giornata di campionato.
A seguito della radiazione del club dal panorama calcistico italiano, l'allora Sindaco di Cosenza Eva Catizone, diede vita a un progetto di rinascita del calcio rossoblù, assieme all'Assessore allo sport Vincenzo Gallo. Tutta la città si strinse attorno all'iniziativa e, così, il 5 agosto 2003 venne fondato il Cosenza Football Club S.r.l., successivamente ammesso in Serie D a seguito dell'acquisizione del titolo del Castrovillari. Pochi giorni dopo la S.r.l. si trasforma e nasce l'Associazione Sportiva Cosenza Football Club, che l'8 agosto riesce ad iscriversi al campionato di Eccellenza. L'11 agosto, rilevando in extremis il titolo sportivo del Castrovillari, società con problemi economici che non sarebbe riuscita a completare il campionato, inizia la nuova storia della Cosenza calcistica, dal campionato di Serie D girone I.

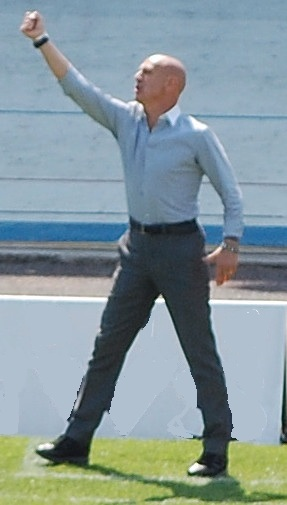
Giuseppe Sannino allenò il Cosenza FC nel campionato di Serie D 2004-2005.

La nuova società si presenta come erede dello storico Cosenza Calcio 1914, resistono le maglie rossoblù, sul nuovo logo societario trovano posto il glorioso Lupo della Sila ed i sette colli di Cosenza (stilizzati), disegnato dall'ultrà Dino Grazioso. Presidente, nel ruolo di traghettatore, è lo stesso Sindaco Eva Catizone affiancata dai vicepresidenti Francesco Sesso e Maria Carusi, consiglieri Dino Grazioso e Massimo Valentini. Il primo Sindaco donna nella storia della città si lancia in un'avventura insidiosa nell'attesa che imprenditori della città rilevino la società. Benché già dalla prima partita di campionato (Cosenza-Rossanese), giocata nello storico stadio San Vito, furono ben dodicimila gli spettatori che affollarono le gradinate, e nonostante fosse stato assemblato un buon gruppo di giocatori, tra i quali spiccava la figura di Gigi Lentini, fu un anno difficile con Gregorio Mauro in panchina sostituito da Mario Russo, dai fratelli Sanderra e infine con la bandiera rossoblù Luigi Marulla. La squadra terminò il campionato in settima posizione.
Intanto, Nell'estate del 2004, il Cosenza Calcio 1914 S.p.A. fu riammesso in Serie D dopo una lunga sequela di ricorsi alla giustizia ordinaria. Per la prima volta, quindi, la città di Cosenza avrebbe avuto due squadre cittadine e nello stesso campionato, situazione che divise la tifoseria creando malumori e dissidi tra le due società. Inoltre il Cosenza F.C. e il Cosenza Calcio 1914 disputarono entrambe un campionato anonimo, chiudendo rispettivamente in ottava e nona posizione. Passarono per il San Vito numerosi giocatori e molti allenatori, Giuseppe Sannino, Giacomo Modica e infine Antonio Aloi per il Cosenza F.C. e le bandiere Luigi De Rosa e Luigi Marulla per il Cosenza Calcio 1914. Il punto più basso della storia del calcio cosentino si ebbe durante l'inedito derby, in cui la tifoseria tornò compatta allo Stadio per contestare lo svolgimento di un'umiliante stracittadina, interrompendo la partita con un'invasione. Tuttavia, tale imbarazzante situazione di "convivenza" durò appena un anno, ma non per propositi di fusione.

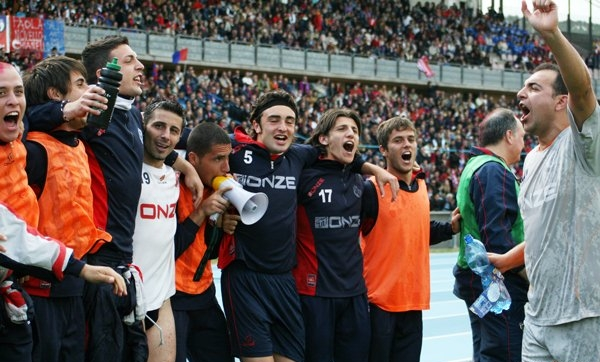
I calciatori in festa per la vittoria del campionato di Serie D 2007-2008.

Il Cosenza Calcio 1914, fallì definitivamente nel 2005 ed il Cosenza F.C., assurto al ruolo di prima e unica squadra cittadina, cambiò denominazione in Associazione Sportiva Cosenza Calcio. Tuttavia il club mancò la promozione ai play-off per mano della Vibonese nel 2005-2006, con in panchina Giacomo Zunico che aveva sostituito precedentemente Luigi Marulla, e del Siracusa nel 2006-2007, con in panchina Pino Rigoli subentrato allo stesso Giacomo Zunico. Quest'ultima stagione fu una vera e propria agonia, segnata da problemi economici che asfissiarono la società, la quale nel luglio 2007 annunciò di rinunciare all'iscrizione. Pertanto, anche l'A.S. Cosenza Calcio si avviò al fallimento e sparì dal panorama calcistico nazionale.
Nella stagione 2007-2008 la società Rende F.C. cambiò la propria denominazione sociale in Fortitudo Cosenza s.r.l. e si iscrisse al campionato di serie D.
Con un organico composto da alcune vecchie glorie del Cosenza Calcio 1914, Aniello Parisi e Luca Altomare, dal bomber Vincenzo Cosa, dall'esperto attaccante Alessandro Ambrosi, dal portiere Stefano Ambrosi e soprattutto da un bel gruppo di cosiddetti “under” come Alessandro Bernardi, Domenico Danti e Francesco De Rose, la stagione fu trionfante. In testa alla classifica per gran parte del campionato, la Fortitudo Cosenza ottenne ampio spazio sui media nazionali che misero in risalto le gesta della squadra guidata da Mimmo Toscano, tecnico esordiente, ed i risultati maturati sul campo. La Fortitudo Cosenza, infatti, in 34 incontri realizzò 80 punti, superando non solo tutte le altre squadre della Serie D ma anche tutte le società dei campionati professionistici con unica eccezione dell'Inter di Mourinho che, nella stessa stagione, realizzò 85 punti seppur con 4 partite in più rispetto alla compagine silana. Ottenne la matematica promozione nello scontro diretto, alla penultima giornata, contro il Bacoli Sibilla, di fronte a 18.000 spettatori. Il 30 maggio 2008 la Fortitudo Cosenza acquistò il marchio del vecchio Cosenza Calcio 1914 e assunse, conseguentemente, la medesima denominazione.

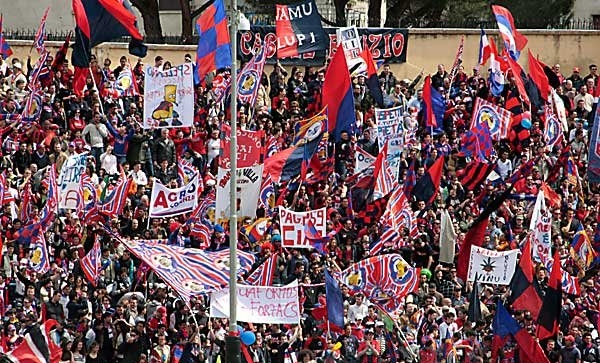
La curva del Cosenza Calcio 1914 in una gara della stagione 2008-2009

La stagione 2008-2009 vide un'altra cavalcata vincente. Potenziata la squadra con elementi del calibro di Enrico Polani, Raffaele Battisti e Francesco Mortelliti, il Cosenza Calcio 1914 vinse il girone C della Lega Pro Seconda Divisione, sbaragliando la concorrenza di Gela e Catanzaro. La aritmetica promozione fu conquistata nella partita contro il Melfi terminata sul punteggio di 1-1, con rete di Enrico Polani, davanti a circa 16.000 spettatori.
Questa fu la seconda promozione consecutiva, un record per la città di Cosenza.

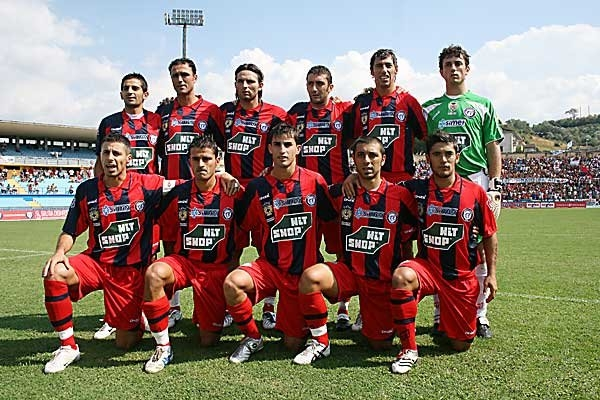
Una formazione del Cosenza stagione Lega Pro Seconda Divisione 2008-2009.

Nel campionato di Lega Pro Prima Divisione, stagione 2009-2010, la rosa Cosenza Calcio 1914 fu rafforzata con gli acquisti dell'azzurro Stefano Fiore e dell'esperto attaccante Raffaele Biancolino. La stagione si rivelò, però, altalenante: l'allenatore Domenico Toscano venne esonerato a sei giornate dal termine del campionato. Al suo posto fu chiamato Ezio Glerean che non riuscì nell'obiettivo di portare la squadra nella zona playoff posizionandosi solo al dodicesimo posto in classifica.
La stagione 2010-2011 (Lega Pro Prima Divisione) a causa di grossi problemi societari, che portarono una penalizzazione di 6 punti in classifica per inadempienze economiche, fu una vera e propria agonia.
Vennero cambiati ben quattro tecnici (Domenico Toscano, Paolo Stringara, Mario Somma e Luigi De Rosa) ma la squadra non riuscì a evitare i play-out che perse contro il Viareggio, retrocedendo in Lega Pro Seconda Divisione.
La società, a causa dei gravi problemi economici, non venne iscritta al campionato di Lega Pro Seconda Divisione e si avviò verso il fallimento dichiarato in data 11 settembre 2013 con la radiazione dalla FIGC per fallimento.

### Gli anni duemiladieci
Nell'estate del 2011 fu costituita una nuova società: la Nuova Cosenza Calcio S.r.l., presieduta da Eugenio Guarascio.
La società si presentò al pubblico con un nuovo logo, un autentico segno di rottura rispetto alla travagliata storia recente del Cosenza Calcio.
Iscritta al campionato di Serie D per la stagione 2011-2012 la Nuova Cosenza Calcio affidata all'allenatore Vincenzo Patania (sostituito nel corso del campionato da Tommaso Napoli) si piazzò seconda nel girone I, qualificandosi per la fase play-off. Il 10 giugno 2012 vinse la finale nazionale dei play-off di Serie D contro il SanDonà Jesolo sul campo neutro di Arezzo (risultato finale 3-2). Tuttavia non fu ripescato in Lega Pro Seconda Divisione a causa del blocco dei ripescaggi.
Nella stagione 2012-2013 la Nuova Cosenza Calcio, con alla guida Gianluca Gagliardi, tecnico esordiente, ottenne nuovamente il secondo posto nel girone I della Serie D, qualificandosi per la fase play-off. Vinse i play-off intergirone battendo allo stadio San Vito prima la Vibonese (1-0) e poi la Gelbison (3-0). Agli ottavi di finale della fase nazionale dei play-off la Nuova Cosenza Calcio si arrese alla Casertana ai tiri di rigore (2-5 – tempi regolamentari 1-1).
Il 5 agosto 2013, grazie al buon piazzamento nella graduatoria dei ripescaggi in quanto vincitrice dei play-off del girone I, la nuova Cosenza Calcio ritornò nel campionato professionistico di Lega Pro, dopo due stagioni. La stagione 2013-2014 nel girone B della Lega Pro Seconda Divisione iniziò con la presentazione del nuovo logo societario, in omaggio al centenario della prima partita della SS Fortitudo. Dopo un campionato che vide il Cosenza alternarsi con il Teramo in testa alla classifica e raggiungere per primo il traguardo dell'ammissione nella Lega Pro unica, nelle ultime quattro giornate di campionato collezionò ben tre sconfitte di fila, vedendo sfumare la prima posizione a favore del Messina ed attestandosi al quarto posto, ultima posizione utile per partecipare alla Coppa Italia.
Nella stagione 2014-2015, dopo un avvio sottotono, culminato con l'esonero del tecnico Roberto Cappellacci, la formazione silana ritrovò continuità e risultati col nuovo mister Giorgio Roselli. Il Cosenza recuperò posizioni e raggiunse la salvezza con quattro giornate d'anticipo rispetto alla fine del campionato. Il 22 aprile 2015 si aggiudicò la prima Coppa Italia Lega Pro della sua storia, superando il Como sia nella finale di andata (1-4) che in quella di ritorno (1-0) al San Vito, davanti a circa diecimila spettatori in festa. La vittoria rappresenta un primato sia per il club che per la Calabria, in quanto primo trofeo nazionale ad comparire nella bacheca di un club calabrese.
Nella stagione 2015-2016 il Cosenza disputò un ottimo campionato, veleggiando sempre nelle prime posizioni della classifica. I play-off, però, sfumarono nelle ultime giornate: la squadra chiuse al quinto posto, con 60 punti, ad appena tre lunghezze dalla zona spareggi per la Serie B.
Nella stagione 2016-2017 il Cosenza disputò un campionato di alti e bassi. Iniziato con una vittoria per 0-3 allo Stadio Nicola Ceravolo contro il Catanzaro, il cammino proseguì con diversi pareggi e sconfitte consecutive, che portarono all'esonero del tecnico Roselli alla fine di dicembre 2016. Sulla panchina del Cosenza fu promosso l'allenatore in seconda, Stefano De Angelis. La stagione continuò in modo altalenante e si concluse con la qualificazione della squadra silana ai play-off per la promozione in Serie B. Qui, dopo aver superato Paganese e Matera, il Cosenza si arrese nel doppio confronto contro il Pordenone, ai quarti di finale. Decisivo fu il gol subito al 97º minuto di gioco della gara di andata in terra friulana, chiusa sull'1-0, punteggio che non fu poi ribaltato al San Vito-Marulla di Cosenza. Davanti a circa 12.000 spettatori, infatti, i rossoblù non andaronoo oltre lo 0-0, uscendo di scena.
Nella stagione seguente la squadra è affidata a Gaetano Fontana, che inizia il campionato di Serie C con soli due punti ottenuti in cinque giornate. Gli subentra, alla fine di settembre 2017, Piero Braglia. Sotto la gestione del tecnico toscano la squadra silana scala via via varie posizioni in classifica, sino a chiudere al quinto posto, valido per l'accesso ai play-off, ed è autrice di un ottimo percorso in Coppa Italia Serie C, dove si ferma in semifinale. Ai play-off il Cosenza supera dapprima Sicula Leonzio e Casertana, poi compagini che nei rispettivi gironi si erano piazzate meglio del Cosenza: Trapani, Sambenedettese (11.000 spettatori nella partita di andata in casa) ai quarti di finale e Südtirol in semifinale (20.000 spettatori nella partita di ritorno in casa). Approda così alla finale per la promozione in Serie B. Allo Stadio Adriatico di Pescara, spinto da 11.000 tifosi cosentini giunti in Abruzzo, la squadra silana sconfigge per 3-1 il Siena, ritornando così nella serie cadetta dopo 15 anni.
Si tratta di un’impresa storica: ben 9 infatti le partite disputate in questi play off tra l'11 maggio, data di esordio contro la Sicula Leonzio, e il 16 giugno, giorno della finale contro il Siena a Pescara.
Il Cosenza concluderà i play-off con 7 vittorie, un pareggio e una sola sconfitta.
Nella stagione 2018-2019, quella del ritorno in Serie B dopo tanti anni di assenza, il Cosenza ottiene appena 8 punti dopo le prime 12 giornate, ma, rinforzata significativamente nel mercato di gennaio, è autrice di un'ottima seconda parte di stagione, arrivando a sfiorare persino i play-off per la promozione in A, che a fine campionato disteranno appena 4 punti. I calabresi chiudono quindi al decimo posto da neopromossi.

### Gli anni duemilaventi
Nella stagione successiva la squadra viene rivoluzionata e ne risente negativamente, con sole quattro vittorie nel girone d'andata. Il tecnico Braglia viene esonerato e sostituito da Giuseppe Pillon, che subisce tre sconfitte in cinque giornate e si dimette a marzo, durante la sospensione dei campionati dovuta alla pandemia di COVID-19. Al suo posto viene scelto il vice-allenatore Roberto Occhiuzzi, che dalla ripresa del campionato, a giugno, consegue importanti risultati: un pareggio, solo due sconfitte e sette vittorie, le ultime cinque delle quali consecutive, nelle ultime cinque giornate di campionato. Grazie ai punti ottenuti il Cosenza, che pareva destinato alla retrocessione, centra l'obiettivo della salvezza diretta, risultando peraltro la prima squadra d'Europa per media punti (2,2 a partita) dalla ripresa dei campionati europei dopo la sospensione dell'attività agonistica determinata dalla pandemia di COVID-19.
Non meno complicata sarà l'annata successiva, con il Cosenza che, affidato ancora una volta al tecnico Occhiuzzi, disputa un'annata negativa, collezionando appena tre vittorie casalinghe e sei sconfitte nelle ultime sette partite di campionato; la retrocessione in terza serie avviene all'ultima giornata, dopo la sconfitta per 2-0 sul campo del Pordenone. Ciononostante, il 3 agosto 2021 il club calabrese viene ufficialmente riammesso in Serie B dalla FIGC a seguito dell'esclusione dalla serie cadetta del Chievo per gravi inadempienze fiscali.
La stagione di Serie B 2021-2022 si rivela molto difficile. A seguito della riammissione tardiva in cadetteria, la dirigenza allestisce una squadra in netto ritardo rispetto alle avversarie. L'inizio, dopo due sconfitte consecutive, è, però, ottimo: il nuovo allenatore Marco Zaffaroni ottiene alcuni risultati utili consecutivi, battendo in casa il Crotone nel derby, il Como e la Ternana.  Ciononostante, a seguito di 5 sconfitte consecutive viene sollevato dall'incarico e rimpiazzato dal rientrante Roberto Occhiuzzi, il quale non ottiene alcuna vittoria in 7 giornate (4 punti), venendo a sua volta esonerato. Il sostituto, Pierpaolo Bisoli, parte con il piede sbagliato, con risultati altalenanti e alcune vittorie sfumate nei minuti di recupero: a Crotone, a Ferrara contro la SPAL e in casa al 95' contro il Lecce capolista. La vittoria contro il forte Benevento, che allora pareva lanciato verso la Serie A, dà fiducia agli uomini di Bisoli, che si ripetono battendo in casa il Pordenone, strappando un pari prezioso in casa del Pisa e battendo al San Vito-Marulla il Cittadella davanti a circa 12.000 spettatori. Il Cosenza raggiunge così i play-out contro il L.R. Vicenza, chiudendo il campionato in quintultima posizione. All'andata, a Vicenza, seguito da 1.300 tifosi, il Cosenza perde per 1-0 a causa di un gol segnato al 90'. Al ritorno, a Cosenza, i lupi sconfiggono i biancorossi per 2-0 con doppietta del bomber argentino  Joaquín Larrivey al 46' minuto e al 76' minuto su rigore ribaltando il risultato dell'andata e ottenendo la salvezza di fronte ai 20.000 tifosi presenti allo stadio San Vito-Gigi Marulla..
Un epilogo simile ha la stagione di Serie B 2022-2023, con i cosentini, allenati prima da Davide Dionigi e poi da William Viali, che si salvano ai play-out a spese del Brescia.